# Polynômes orthogonaux multiples
Les polynômes orthogonaux multiples (POM) sont des polynômes orthogonaux dans une variable qui satisfait le critère d'orthogonalité par rapport à une famille finie de mesures {\displaystyle \mu _{1},\dots ,\mu _{r}}. Ils ne doivent pas être confondus avec les polynômes orthogonaux à plusieurs variables, les polynômes orthogonaux multivariables. Les polynômes sont divisés en deux classes appelées type 1 et type 2.
Dans la littérature, les polynômes orthogonaux multiples sont également appelés {\displaystyle d}-polynômes orthogonaux, polynômes de Hermite-Padé ou polynômes polyorthogonaux.

## Polynômes orthogonaux multiples
Soit {\displaystyle {\vec {n}}=(n_{1},\dots ,n_{r})\in \mathbb {N} ^{r}} un multi-indice et {\displaystyle \mu _{1},\dots ,\mu _{r}} sont
measures positives aux nombres réels. Comme d'habitude, {\displaystyle |{\vec {n}}|:=n_{1}+n_{2}+\cdots +n_{r}}.

### POM de type 1
Les polynômes de type 1 sont notés comme {\displaystyle A_{{\vec {n}},j}} pour {\displaystyle j=1,2,\dots ,r} et écrits comme a vecteur {\displaystyle (A_{{\vec {n}},1},A_{{\vec {n}},2},\dots ,A_{{\vec {n}},r})}, où le {\displaystyle j}ème polynôme {\displaystyle A_{{\vec {n}},j}} peut être au plus de degré {\displaystyle n_{j}-1}. De plus, ils doivent vérifier :
{\displaystyle \sum _{j=1}^{r}\int _{\mathbb {R} }x^{k}A_{{\vec {n}},j}d\mu _{j}(x)=0,\qquad k=0,1,2,\dots ,|{\vec {n}}|-2,}
et
{\displaystyle \sum _{j=1}^{r}\int _{\mathbb {R} }x^{|{\vec {n}}|-1}A_{{\vec {n}},j}d\mu _{j}(x)=1.}
On a donc un système d'équations {\displaystyle |{\vec {n}}|} pour les {\displaystyle |{\vec {n}}|} coefficients des polynômes {\displaystyle A_{{\vec {n}},1},A_{{\vec {n}},2},\dots ,A_{{\vec {n}},r}} défini.

### POM de type 2
Un polynôme {\displaystyle P_{\vec {n}}(x)} est de type 2 s'il est monique et de degré {\displaystyle |{\vec {n}}|} et le critère d'orthogonalité suivant est rempli :
{\displaystyle \int _{\mathbb {R} }P_{\vec {n}}(x)x^{k}d\mu _{j}(x)=0,\qquad k=0,1,2,\dots ,n_{j}-1,\qquad j=1,\dots ,r.}

#### Remarques
Si on écrit toutes les équations {\displaystyle j=1,\dots ,r}, on obtient la définition suivante du POM de type 2
{\displaystyle \int _{\mathbb {R} }P_{\vec {n}}(x)x^{k}d\mu _{1}(x)=0,\qquad k=0,1,2,\dots ,n_{1}-1}
{\displaystyle \int _{\mathbb {R} }P_{\vec {n}}(x)x^{k}d\mu _{2}(x)=0,\qquad k=0,1,2,\dots ,n_{2}-1}
{\displaystyle \vdots }
{\displaystyle \int _{\mathbb {R} }P_{\vec {n}}(x)x^{k}d\mu _{r}(x)=0,\qquad k=0,1,2,\dots ,n_{r}-1}